# Аммопиптант монгольский
Аммопиптант монгольский (лат. Ammopiptanthus mongolicus) — вид деревьев рода Аммопиптант (Ammopiptanthus) семейства Бобовые (Fabaceae).

## Ботаническое описание
Вечнозелёный кустарник до 1,5—2 м высотой, сильно ветвистый со стволом до 6 см толщиной у основания, ветви толстые с желтоватой корой, молодые побеги опушённые; древесина с тёмно-бурым ядром.
Листья сложные, трёхлисточковые или реже, простые, серебристые от густого опушения с обеих сторон.
Цветки жёлтые по 8—10 в кистях на вершине веточек.
Плод — боб, сплющенный, продолговатый, 5—8 см длиной и 1,6—2 см шириной с 2—5 семенами.

## Распространение и экология
Китай и Монголия. Растёт на сыпучих песках, каменистых склонах, барханах и рассеяно в мелкосопочниках, иногда образует небольшие заросли в Алашане и Ордосе. Цветёт в апреле — мае, плодоносит в мае — июне.

## Таксономия
Ammopiptanthus mongolicus (Maxim. ex Kom.) S.H.Cheng, Ботанический журнал 44 (9): 1382. 1959.
Синонимы
- Piptanthus chinensis Przew.[3]
- Piptanthus mongolicus Maxim. ex Kom., Труды глав. бот. сада 34: 33. 1920.basionym